# Джекі Мілберн
Джекі Мілберн (англ. Jackie Milburn, нар. 11 березня 1924, Ашингтон — пом. 9 жовтня 1988, Ашингтон) — англійський футболіст, нападник. По завершенні ігрової кар'єри — футбольний тренер.
Як гравець насамперед відомий виступами за клуб «Ньюкасл Юнайтед», а також національну збірну Англії.

## Клубна кар'єра
У дорослому футболі дебютував 1943 року виступами за команду клубу «Ньюкасл Юнайтед», в якій провів чотирнадцять сезонів, взявши участь у 353 матчах чемпіонату. Більшість часу, проведеного у складі «Ньюкасл Юнайтед», був основним гравцем атакувальної ланки команди. У складі «Ньюкасл Юнайтед» був одним з головних бомбардирів команди, маючи середню результативність на рівні 0,5 голу за гру першості.
Завершив професійну ігрову кар'єру у північноірландському клубі «Лінфілд», за команду якого виступав протягом 1957—1960 років.

## Виступи за збірну
1948 року дебютував в офіційних матчах у складі національної збірної Англії. Протягом кар'єри у національній команді, яка тривала 8 років, провів у формі головної команди країни лише 13 матчів, забивши 10 голів.
У складі збірної був учасником чемпіонату світу 1950 року у Бразилії.

## Кар'єра тренера
Розпочав тренерську кар'єру, ще продовжуючи грати на полі, 1957 року, очоливши тренерський штаб клубу «Лінфілд».
Останнім місцем тренерської роботи був клуб «Іпсвіч Таун», команду якого Джекі Мілберн очолював як головний тренер до 1964 року.

## Досягнення

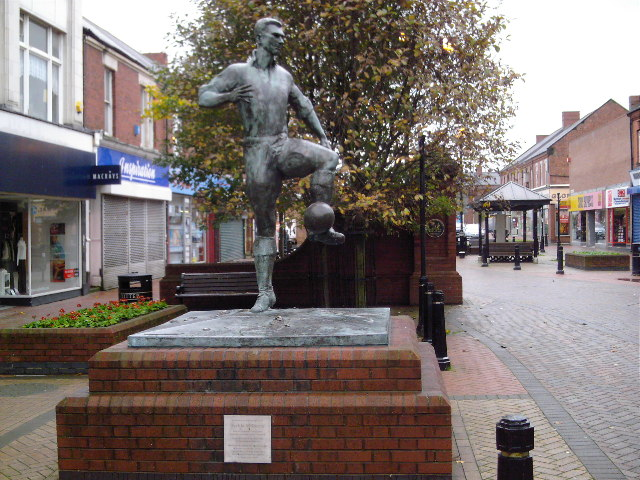
Пам'ятник Мілберну в рідному Ешингтоні

### Командні
Ньюкасл Юнайтед
- Володар Кубка Англії: 1950-51, 1951-52, 1954-55

Лінфілд
- Чемпіон Північної Ірландії: 1958-59, 1959-60
- Володар Кубка Північної Ірландії: 1959-60
- Гравець року в Ольстері : 1957/58